# Harris's List of Covent Garden Ladies
Harris's List of Covent Garden Ladies est une publication britannique, parue annuellement entre 1757 et 1795, répertoriant les prostituées du quartier de Covent Garden, à Londres. Éditée en format de poche, elle était imprimée à Covent Garden et vendue au prix de deux shillings et six pence. Dans son ouvrage Tableau de l'Angleterre publié en 1788, Johann Wilhelm von Archenholz estime à environ 8 000 le nombre d'exemplaires de la revue vendus chaque année.

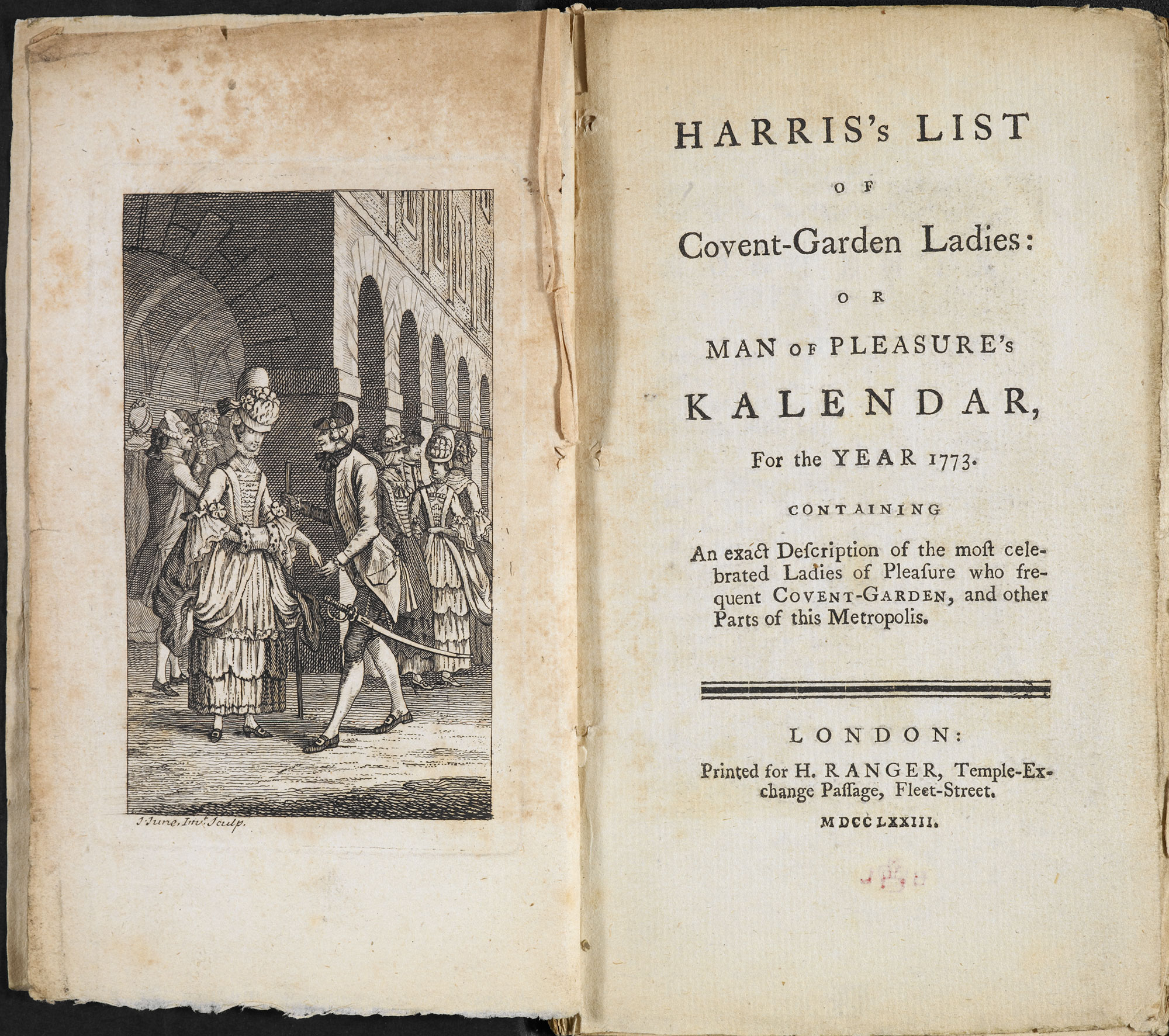
Première page du numéro de l'année 1773

Chaque numéro répertorie de 120 à 190 prostituées, officiant dans le quartier de Covent Garden ou dans ses environs, et fournit pour chacune des dames une description physique et un inventaire des pratiques sexuelles proposées. 

## Sources
- (en) Cet article est partiellement ou en totalité issu de l’article de Wikipédia en anglais intitulé « Harris's List of Covent Garden Ladies » (voir la liste des auteurs).